# Stazione di Bronschhofen
La stazione di Bronschhofen (in tedesco Bahnhof Bronschhofen) è una fermata ferroviaria a servizio della frazione di Bronschhofen, nel comune svizzero di Wil sulla ferrovia Wil-Kreuzlingen.

## Storia
La fermata fu attivata il 16 dicembre 1911, in occasione dell'apertura della linea Wil-Kreuzlingen-Costanza. All'apertura era l'unica fermata della linea senza personale di servizio: i viaggiatori in partenza da Bronschhofen dovevano acquistare i biglietti sul treno.

## Strutture e impianti
La fermata dispone di un binario dotato di marciapiede per il servizio passeggeri. È dotata di moderne pensiline.

## Movimento
La fermata è servita dai treni a cadenza semioraria (e che fermano a richiesta) sulla relazione Romanshorn - Wil (linea S10 della rete celere di San Gallo).

## Servizi
Nella stazione sono presenti:
- Biglietteria automatica[4]

Inoltre, è presente un piccolo parcheggio di interscambio per automobili e biciclette.

## Interscambi
- Fermata autobus (Bronschhofen, Gemeindehaus, sulla strada principale 16)[6]